# René de Laigue
René de Laigue, né à Paris le 28 août 1862 et mort à Redon le 7 octobre 1942, est un écrivain français.

## Biographie
Secrétaire général de l'Union régionaliste bretonne en 1905, le comte René de Laigue dirige la Revue de Bretagne avec le marquis Régis de L'Estourbeillon. Il est en 1941, secrétaire général de l'Association bretonne, fondée en 1843. Il séjourne régulièrement dans son manoir de Bahurel à Redon. Il est l'auteur de nombreux ouvrages ou articles sur l'abbaye Saint-Sauveur, le Pays de Redon et la Bretagne.